# Morgan McGarvey
John Morgan McGarvey, né le 23 décembre 1979 à Louisville au Kentucky, est un avocat et homme politique américain. Membre du Parti démocrate, il est le représentant des États-Unis pour le 3e district congressionnel du Kentucky depuis 2023. Il représente le 19e district au Sénat du Kentucky de 2013 à 2022. En 2018, il est élu chef de la minorité du Senat du Kentucky, devenant l'un des plus jeunes membres d'une législature d'État au pays à occuper un poste de direction.

## Jeunesse et éducation
McGarvey est né à Louisville au Kentucky, et fréquente la duPont Manual High School. Il obtient un baccalauréat en journalisme de l'université du Missouri et un Juris Doctor de la faculté de droit de l'université du Kentucky. Il est le fils de John McGarvey, membre de l'administration de l'ancien gouverneur du Kentucky Wendell Ford et est lui-même procureur de la ville d'Anchorage au Kentucky depuis 1987.

## Débuts en politique
Avant son élection au Sénat de l'État du Kentucky, McGarvey travaille pour Jack Conway en tant que assistant spécial pour le procureur général du Kentucky . Il travaille également pour le représentant des États-Unis Ben Chandler et le cabinet d'avocats Frost Brown Todd. McGarvey pratique par la suite le droit chez Morgan Pottinger McGarvey, un cabinet fondé par son grand-père.

## Sénat du Kentucky
McGarvey est élu pour la première fois lors des élections de 2012 pour le 19e district du Sénat du Kentucky. Il bat trois autres candidats à la primaire démocrate le 22 mai 2012, avec 40,7% des voix et n'est pas opposé lors des élections générales du 6 novembre. En 2016, il est réélu pour un deuxième mandat de quatre ans, battant le candidat républicain Larry West lors des élections générales. En 2018, il devient chef de la minorité au Séant. Le 3 novembre 2020, McGarvey est élu pour un troisième mandat sans opposition.
Au Sénat, ses affectations aux comités comprennent le comité des crédits et des revenus, le comité consultatif et de surveillance de Medicaid, le comité des banques et des assurances, le comité sur les gouvernements d'État et locaux et le groupe de travail sur les élections, les amendements constitutionnels et les affaires intergouvernementales.
Mothers Against Drunk Driving nomme McGarvey son législateur de l'année pour 2015. La Foundation for Advancing Alcohol Responsibility lui décerne également un prix. McGarvey est nommé législateur de l'année par Greater Louisville Inc. et le jeune professionnel de l'année en 2016 par la Faculté de droit de l'Université du Kentucky.

## Chambre des représentants des États-Unis

### Élection de 2022
Le 12 octobre 2021, McGarvey lance une campagne pour représenter le 3e district congressionnel du Kentucky après que le seul représentant fédéral démocrate de l'État, John Yarmuth, annonce sa retraite politique. Aux élections primaires, McGarvey bat la représentante d'État Attica Scott. McGarvey remporte les élections générales et rejoint le Congrès en janvier 2023.

### Missions du comité
Pour le 118ème Congrès :
- Committee on Small Business
- Committee on Veterans' Affairs

### Caucuses
- Congressional Progressive Caucus
- New Democrat Coalition [15]
- Congressional Equality Caucus

## Vie privée
McGarvey et sa femme, Chris, vivent dans le quartier de Strathmoor, une partie des Highlands à Louisville, avec leurs trois enfants.
La jeunesse et vie de famille de McGarvey est documentée par la photographe Pam Spaulding pendant plus de quarante ans et commencant avant la naissance de celui-ci. Spaulding commence le projet alors qu'elle travaille au journal Louisville Courier-Journal et publie des photos des McGarvey dans le livre publié en 2009 An American Family: Three Decades with the McGarveys, distribué par National Geographic.